# 맥전포항
맥전포항(Maekjeonpo Fishing Port)은 경상남도 고성군 하일면 춘암리, 사량도 북서쪽으로 5.3 km, 삼천포화력발전소 동쪽 3.5km되는 해안에 있는 어항이다. 1975년 4월 1일 국가어항으로 지정되었다. 넓은 배후지를 이용한 멸치가공항으로 어업인구는 580여명이며, 지방어선은 350여척에 달한다. 관리청은 해양수산부 동해어업관리단, 시설관리자는 고성군수이다.

## 연혁
맥전포항이 있는 춘암리는 사계절 기후가 온화한 봄과 같다 하여 봄 춘(春)자와 선바위가 있다 하여 바위 암(岩)자를 써서 '춘암'이라 했다고 전해 내려온다. 맥전포항은 남동쪽에 실리도가 있어 남동풍이 불어오는 경우 풍파로부터 안전한 지리적 여건을 갖추고 있으며, 어선이 이용하기에 용이한 입지적 조건을 갖추고 있다.

## 어항구역
맥전포항의 어항구역은 다음과 같다.
- 수역[1]: 하일면, 하이면 면계 해안 돌출부에서 정남350m 점(해상), 이점에서 정동으로 600m 점(해상), 이점에서 정북으로 육지와 연결하는 선을 따라 형성된 공유수면
- 육역[2]: 경상남도 고성군 하일면 춘암리 764-2 외 17필지(상세내역은 생략)

## 정비 계획
- 1985년 기본시설에 대한 계획을 수립하였다.
- 1989년 기본시설을 완공했다.
- 1998년 정비계획을 수립했다.
- 2009년 9월 14일 본 항에 대한 어항정비계획이 고시되었다.[3] 정비계획 물량은 다음과 같다.
  - 진입도로 127, 해상관찰데크, 전망(친수)공간 1식, 친수시설 1식, 급수공 1식, 부대공 1식, 조형등대신설 1개소, 전기시설 1식, 폐기물처리 1식

## 시설 현황
맥전포 남쪽 돌출부에서 남동쪽으로 길이 405m의 서방파제(외단 등대)와 동쪽 돌출부에 길이 200m의 동방파제(외단 등대) 및 항 내부에 길이 210m의 호안과 45m의 선양장이 축조되어 있다. 항내의 서쪽에는 373m의 물양장과 동쪽에 130m의 물양장이 축조되어 있어 200톤급의 선박 접안이 가능하다. 항에는 급수, 급유시설 및 저온창고가 있으며, 멸치잡이 어선들의 출하시설이 갖추어져 있다.

## 주요 어종
- 도다리, 전어, 멸치 등

## 주변 관광
맥전포항은 멸치가 많이 잡히는 항으로 멸치 잡는 광경이나 멸치를 건조시키는 모습을 쉽게 볼 수 있다. 맥전포항은 한려해상국립공원과 어우러져 절경을 이룬다. 조금 떨어진 당항포 관광지와 충효테마파크 등 교육적인 현장까지 둘러볼 수 있다.